# Accord de libre-échange entre les États-Unis et le Pérou
L'accord de libre-échange entre les États-Unis et le Pérou est un accord de libre-échange mis en application le 1er février 2009 entre les États-Unis et le Pérou. Les négociations de l'accord ont démarré en mai 2004 et se sont terminées en décembre 2005. L'accord fait suite au Andean Trade Promotion Act (ATPA) mis en application en 1991 et renouvelé pour 10 ans supplémentaires en 2002 par l'Andean Trade Promotion and Drug Eradication Act. Ces deux accords réduisent les droits de douane par les États-Unis pour les marchandises venant du Pérou, de la Bolivie, de la Colombie et de l'Équateur. Comme de nombreux traités de libre-échange, l'accord crée des polémiques notamment sur des questions du droits du travail, du droit de l'environnement ou de la propriété intellectuelle. Le congrès américain a notamment exigé une renégociation des accords pour intégrer des questions sur le droit du travail et sur le droit de l'environnement.